# Nucras
A Nucras  a hüllők (Reptilia) osztályába a  pikkelyes hüllők (Squamata) rendjébe, valamint a gyíkok (Sauria)  alrendjébe és a nyakörvösgyíkfélék (Lacertidae)  tartozó családjába tartozó nem.

## Rendszerezésük
A nemet John Edward Gray írta le 1845, az alábbi 13 faj tartozik ide:
- Nucras aurantiaca Bauer, Childers, Broeckhoven & Mouton, 2019
- Nucras boulengeri Neumann, 1900
- Nucras broadleyi Branch, Conradie, Vaz-Pinto & Tolley, 2019
- Nucras caesicaudata Broadley, 1972
- Nucras damarana Parker, 1936
- Nucras holubi (Steindachner, 1882)
- Nucras intertexta (Smith, 1838)
- Nucras lalandii (Milne-Edwards, 1829)
- Nucras livida (Smith, 1838)
- Nucras ornata (Gray, 1864)
- Nucras scalaris Laurent, 1964
- Nucras taeniolata (Smith, 1838)
- Nucras tessellata (Smith, 1838)